# Кульська Інна Костянтинівна
Кульська Інна Костянтинівна (29.10.1909, Санкт-Петербург — 14.08.1993, Київ) — письменниця.

## Біографія
Народилася Інна Костянтинівна в Санкт-Петербурзі 29 жовтня 1909 року. В 1929 році закінчила Київський Театральний Інститут, в 1931 році закінчила Інститут Народної Освіти.
З 1923 року по 1932 рік танцювала в театрі «Іскра». Викладала українську мову та літературу, а також керувала дитячими гуртками. Працювала в газетах «Уманська зоря» та «Зірка», а також в журналах «Молодняк» та «Піонерія».
У складі партизанського загону брала участь в II Світовій Війні.

## Творчість
Як письменниця Кульська дебютувала в київському журналі «Глобус» в 1934 році з віршем «Героям стратосфери». В своїй творчості, з виховною метою, зверталася до гумору та сатири, піднімала теми природи, життя школи, сім'ї. Написала понад двадцяти дитячих п'єс. В своєму доробку має переклади, нариси, радіовистави, пісні, казки тощо. Деякі твори Інни Кульської перекладено російською, білоруською, грузинською, польською, чеською мовами. У Центральному державному архів-музеї літератури і мистецтва України зібрані першодруки письменниці та опубліковані в книзі «Щоденники XX століття».

## Твори
- Перший сніг 1941;
- Струмок 1946;
- Дружна ланка 1951;
- Звідки двійки? 1956;
- Між рясного листя 1958;
- Розумні рученята 1958;
- Їжачиха 1959;
- Нас п'ятеро у зірочці 1960;
- Віночок 1961;
- Крилата сторожиха 1962;
- Пучок веселих колючок 1964; 1990;
- Куций хвіст 1964;
- Поласуйте нами! 1964;
- Барвисте коло 1964;
- На зупинці Западинці 1965;
- Країно моя, Піонерія! 1967;
- Хто райдугу дістане? 1969;
- Голочка 1971;
- Хоровод чудних пригод 1979;
- Стежка в'ється вгору 1984;
- Як райдугу дістати? 2004.